# سلمنگا
سلمنگا (به لاتین: Selmenga) یک منطقهٔ مسکونی در روسیه است که در استان آرخانگلسک واقع شده‌است.